# Kaluđerovo, Bela Crkva
Kaluđerovo (izvirno srbsko Калуђерово) je naselje v Srbiji, ki upravno spada pod Občino Bela Crkva; slednja pa je del Južnobanatskega upravnega okraja.

## Demografija
V naselju živi 109 polnoletnih prebivalcev, pri čemer je njihova povprečna starost 44,9 let (41,5 pri moških in 48,2 pri ženskah). Naselje ima 61 gospodinjstev, pri čemer je povprečno število članov na gospodinjstvo 2,16.
To naselje je, glede na rezultate popisa iz leta 2002, večinoma srbsko, a v času zadnjih treh popisov je opazno zmanjšanje števila prebivalcev.
|  |

| Demografija | Demografija     | Demografija     |
| Leto        | Št. prebivalcev | Št. prebivalcev |
| ----------- | --------------- | --------------- |
|             |                 |                 |
|             |                 |                 |
|             |                 |                 |
|             |                 |                 |
| 1948        | 435             |                 |
| 1953        | 410             |                 |
| 1961        | 348             |                 |
| 1971        | 249             |                 |
| 1981        | 200             |                 |
| 1991        | 170             | 167             |
| 2002        | 136             | 132             |
|             |                 |                 |

| Etnična sestava po popisu iz leta 2002 | Etnična sestava po popisu iz leta 2002 | Etnična sestava po popisu iz leta 2002 | Etnična sestava po popisu iz leta 2002 | Etnična sestava po popisu iz leta 2002 |
| -------------------------------------- | -------------------------------------- | -------------------------------------- | -------------------------------------- | -------------------------------------- |
| Srbi                                   | Srbi                                   |                                        | 130                                    | 98,48%                                 |
| Čehi                                   | Čehi                                   |                                        | 1                                      | 0,75%                                  |
| Muslimani                              | Muslimani                              |                                        | 1                                      | 0,75%                                  |
| Neznano                                | Neznano                                |                                        | 0                                      | 0,0%                                   |